# Kentish Town (metropolitana di Londra)
Kentish Town è una fermata della linea Northern della metropolitana di Londra.

## Storia
La stazione di Kentish Town fu inaugurata dalla Charing Cross, Euston & Hampstead Railway
(CCE&HR, antenata della linea Northern), nel 1907.
La stazione fu progettata da Leslie Green e presenta la classica facciata — in terracotta rossa con finestre semi-circolari al primo piano — comune alla maggior parte delle stazioni originali della CCE&HR e delle sue "sorelle", la Baker Street & Waterloo Railway e la Great Northern Piccadilly & Brompton Railway, aperte l'anno precedente.
All'apertura, la stazione successiva verso sud era South Kentish Town, ma tale scalo venne chiuso nel 1924 per scarsità di utilizzatori.
La TfL ha annunciato nell'aprile 2023 che la stazione chiuderà a partire dal 26 giugno 2023 per la sostituzione delle scale mobili, definite "le più inaffidabili della rete metropolitana". Verranno svolti allo stesso tempo altri lavori di manutenzione e ammodernamento della stazione. Sono previsti tempi di chiusura lunghi, che potrebbero arrivare anche a un anno.
Nel luglio 2024 la TfL ha dichiarato che a causa di ulteriori complessi lavori resisi necessari nel corso dell'installazione delle nuove scale mobili, la stazione sarebbe rimasta chiusa fino a tutto il 2024. La riapertura al traffico passeggeri è avvenuta il 23 dicembre 2024, con alcune limitazioni all'interscambio con la stazione ferroviaria che perdureranno fino alla conclusione completa dei lavori.

## Interscambi
La fermata costituisce un tutt'uno con la stazione ferroviaria omonima.
- Stazione ferroviaria (Kentish Town, linee nazionali)
- Fermata autobus

È permesso, inoltre, l'interscambio con la stazione di Kentish Town West della London Overground, sulla North London Line.
Nelle vicinanze della stazione effettuano fermata alcune linee urbane automobilistiche, gestite da London Buses.
- Stazione ferroviaria (Kentish Town Ovest, London Overground)

## Galleria d'immagini

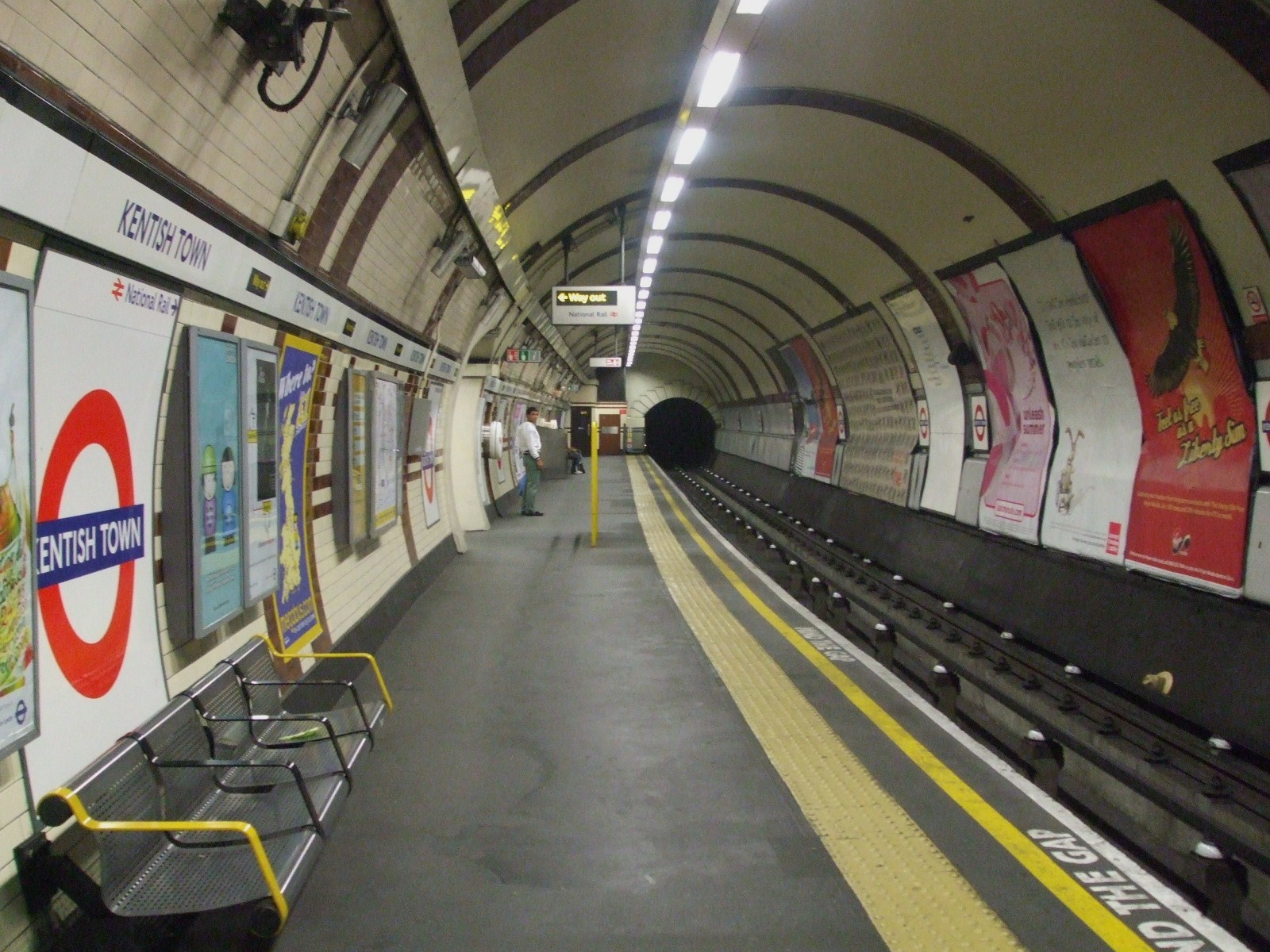
Il binario sud della linea Northern
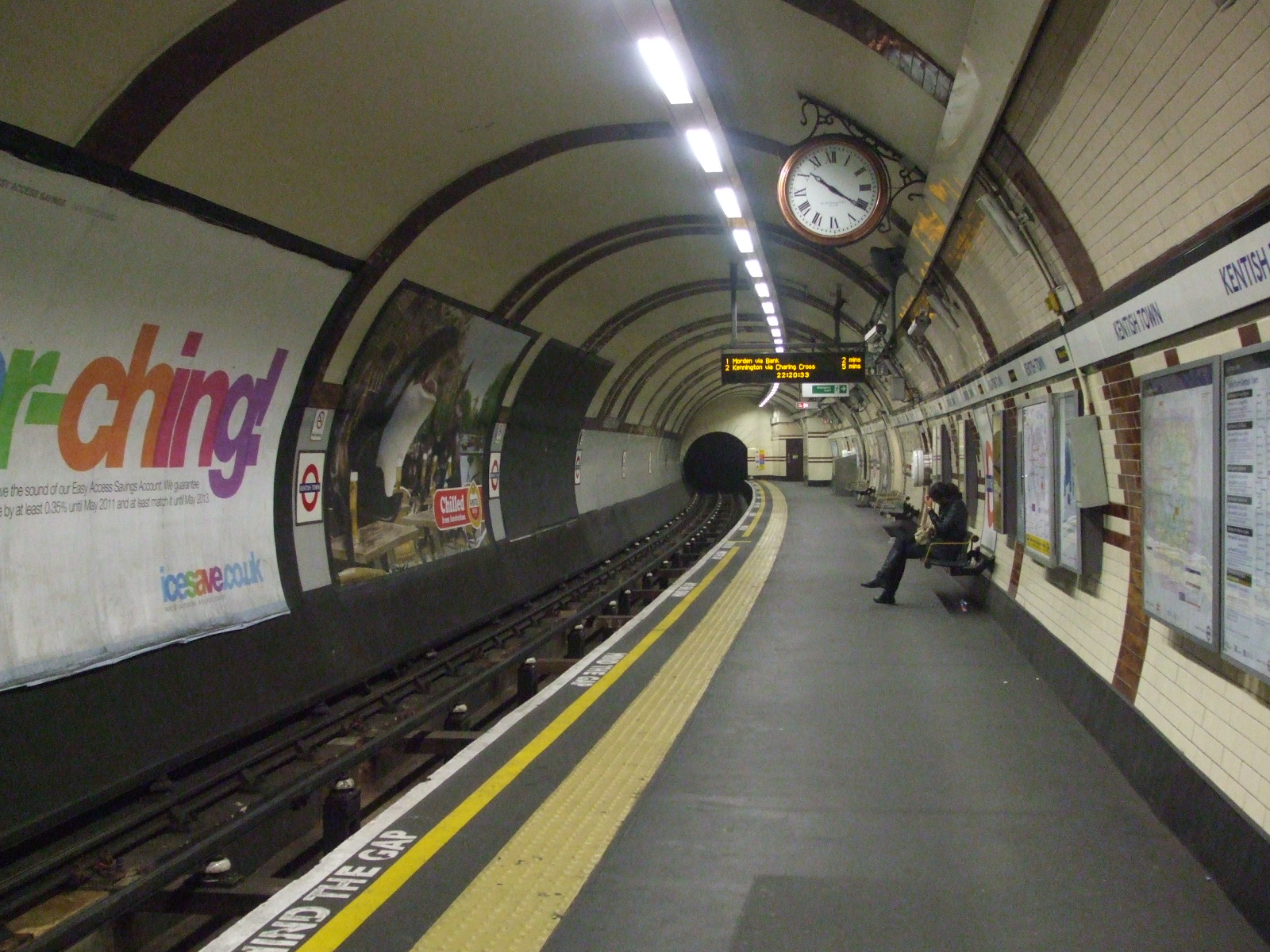
Il binario nord della linea Northern
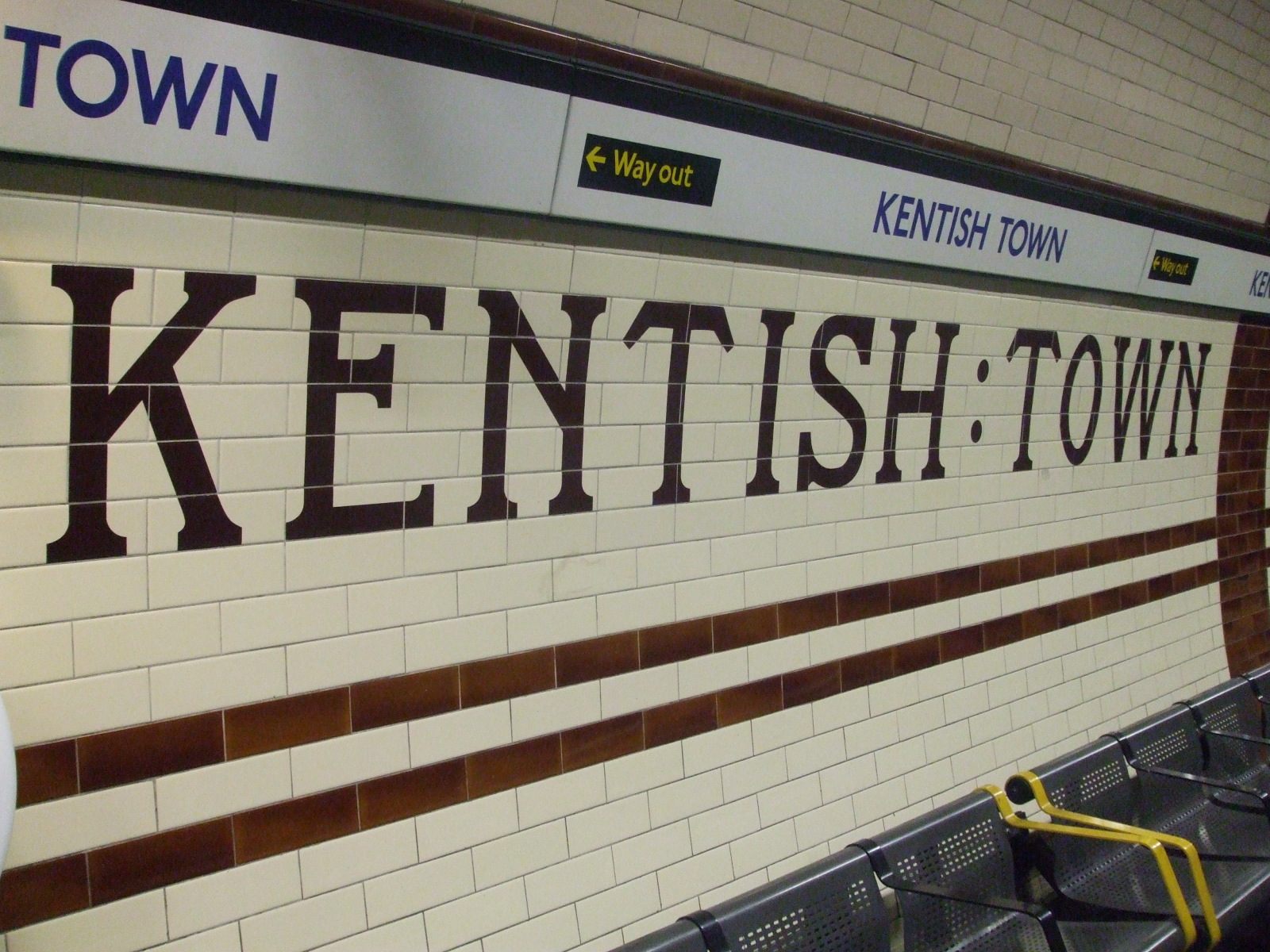
Cartellonistica interna in galleria
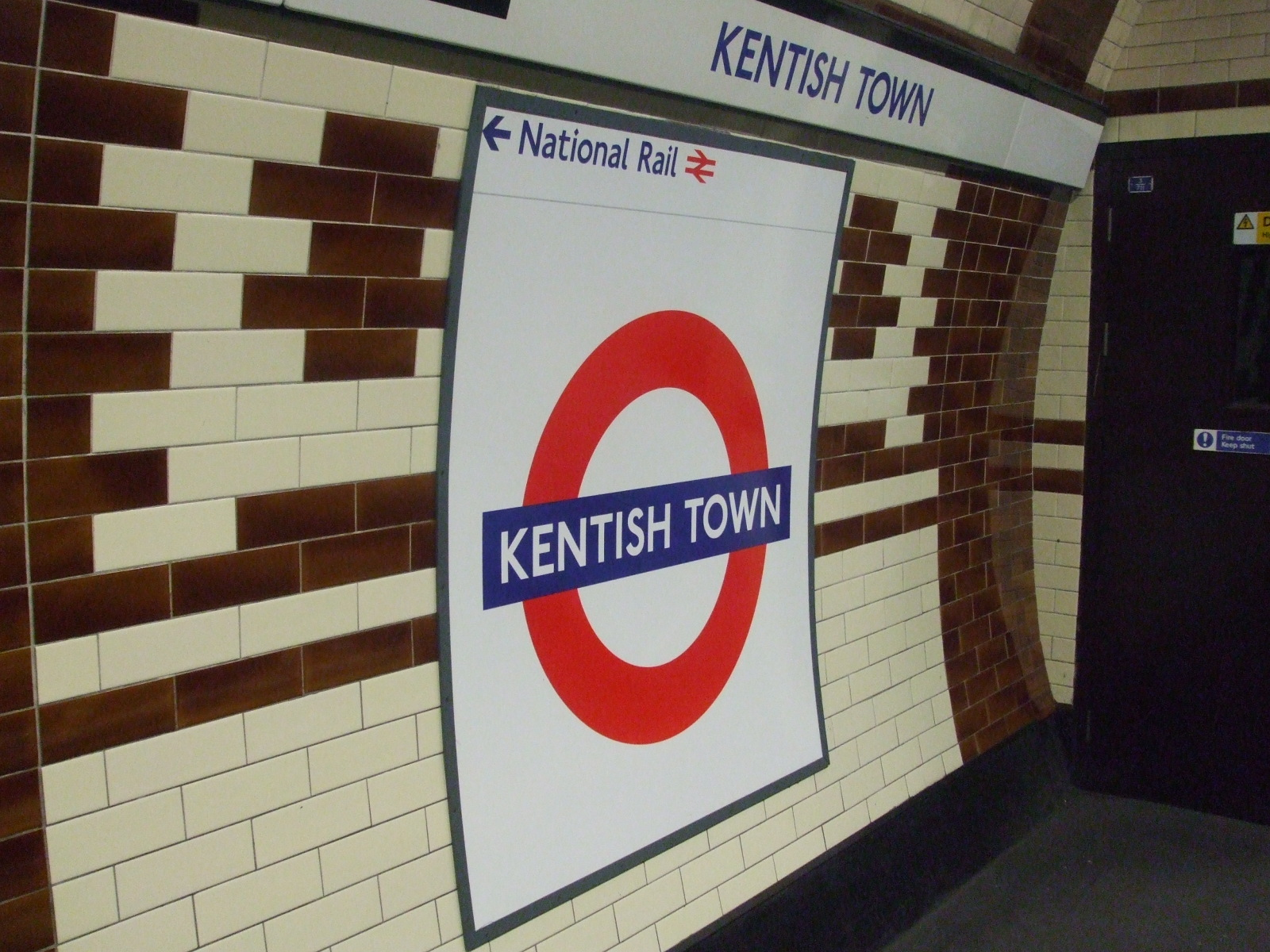
Cartellonistica interna in galleria